# 广东实验中学
广东实验中学（简称“省实”），是位于中国广东省广州市的一所直属广东省教育厅的國家級重点中学，全国现代技术实验学校。越秀校区初中部坐落在越秀区大塘街道中山四路，荔湾校区高中部坐落在荔湾区东漖街道龍溪大道。
广东实验中学是七名中国科学院院士和中国工程院院士的母校。他們分别是中国科学院院士邓锡铭、姜伯驹、范海福和蔡睿贤，中国工程院院士岑可法、钟南山、黄耀祥。该校现有教职员工约330位。

## 历史

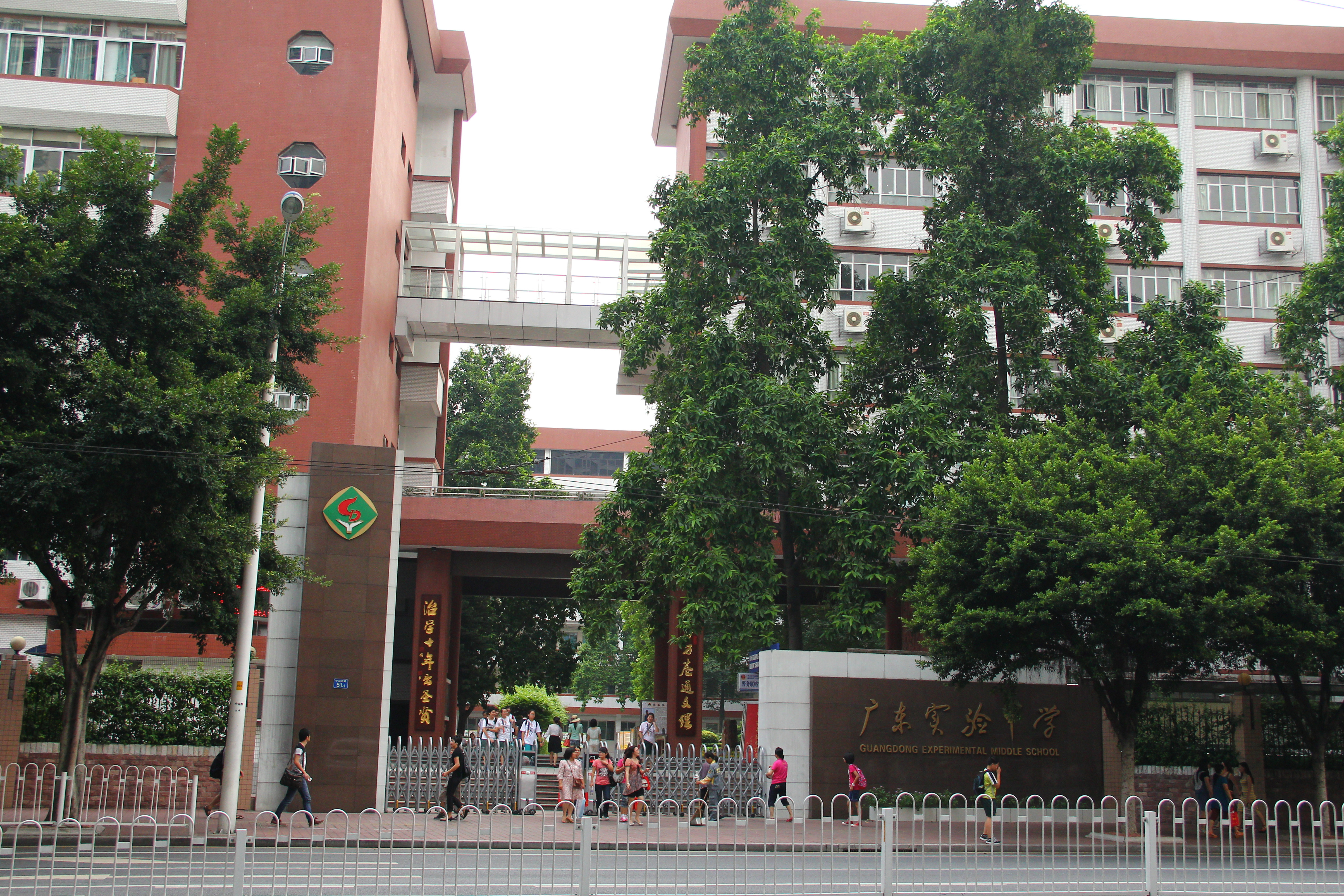
越秀校区校门

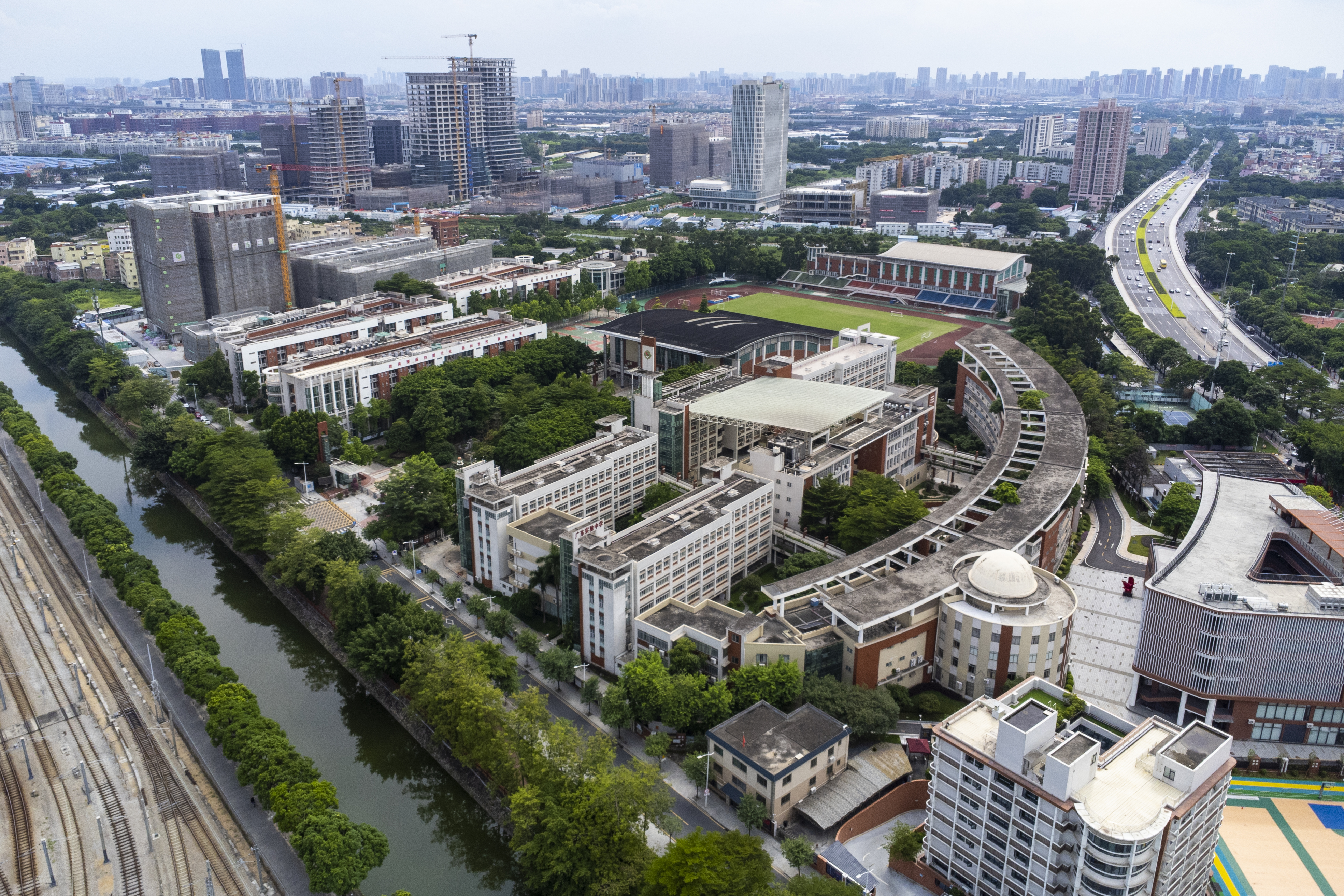
荔湾校区

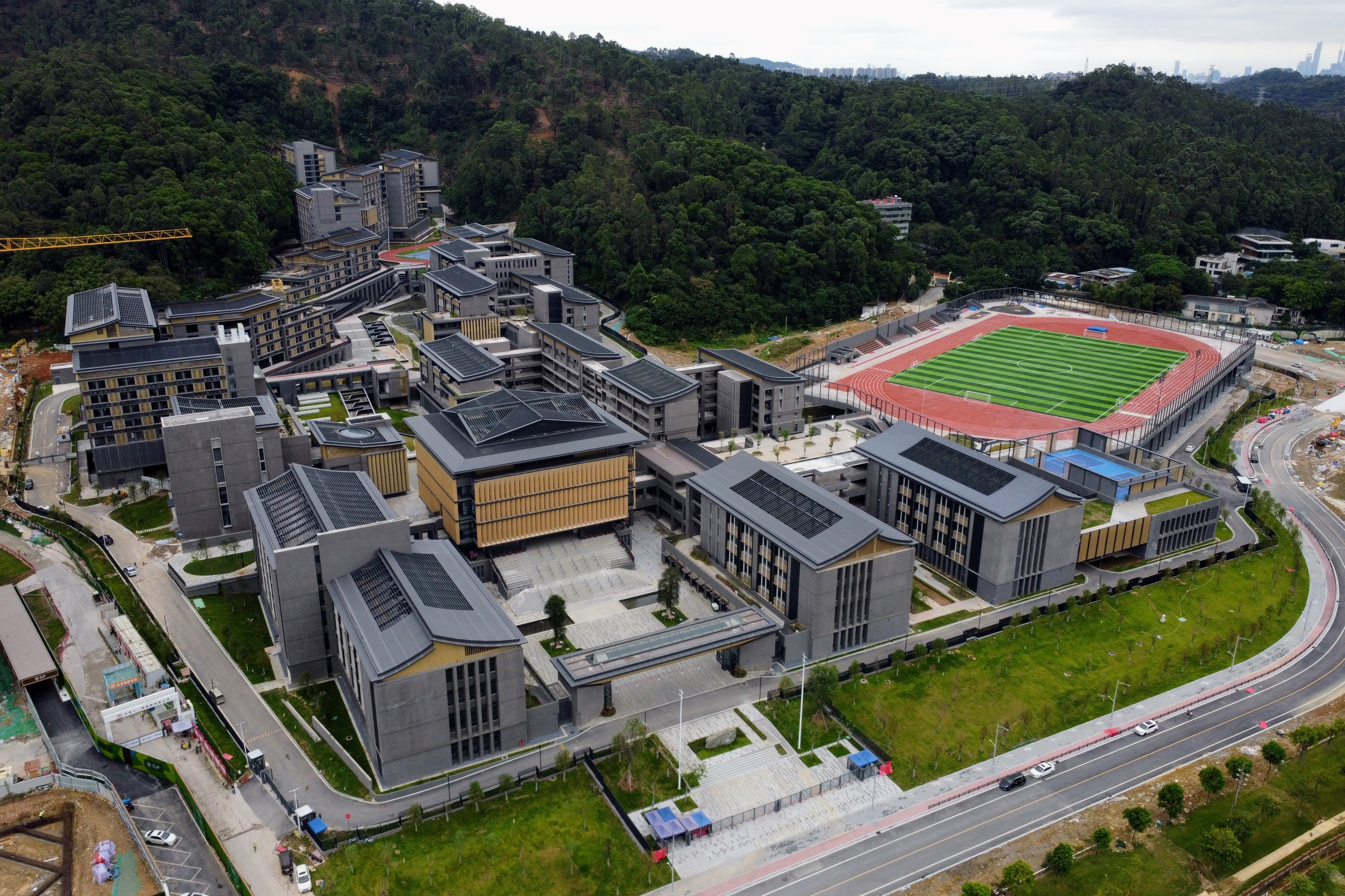
白云校区

- 1904年，清政府开办最后一场科举后翌年停办科举考试，在广州城内旧贡院内开办“两广初级师范简易馆”。
- 1909年，两广优级师范学堂开设附设中学堂以及附设小学堂，而中学堂全称为“两广优级师范学堂附设中学堂”。
- 1912年，中华民国成立，两广优级师范学堂改名为“广东高等师范学校”，而其附设中学随着改名为“广东高等师范学校附设中学”。
- 1923年，孙文将广东高等师范学校改为“国立广东高等师范学校”，而其附设中学随着改名为“国立广东高等师范学校附设中学”。
- 1924年，在国立广东高等师范学校基础上将“广东法政学堂”以及“广东公立农业专门学校”并入，组成“国立广东大学”，其附属中学改名为“国立广东大学附属中学”，同年广东大学校长邹鲁“以国内高中未达到相当数额，暂设预科”，以林炳光为预科主任（1930年改为中山大学附属高中部）。
- 1925年8月，“国立广东大学附属师范”与“国立广东大学附属中学”合并，统称“国立广东大学附属中学”。
- 1926年，“国立广东大学”改名为“国立中山大学”，其附属中学拨归国民政府广东省教育厅管理，并且改名为“广东省省立中山中学”，翌年（1927年）国立中山大学以大学不可无附属中学为由，收回原拨归给国民政府广东省教育厅管理的广东省省立中山中学为附属中学，改名为“国立中山大学附属中学”，并迁校址于天官里中山大学法学院内（今法政路广州市委内）。
- 1930年，原中山大学预科部改为高中部，改名为“国立中山大学附属高级中学”，校址在文明路中山大学内，其原附属中学改名为“国立中山大学附属初级中学”，校址在中山大学法学院内。
- 1935年，中山大学石牌新校舍落成，中大各院系迁至石牌新校舍，原文明路校址只留下附属高中，原在天官里中大法学院内的附属初中，迁回文明路原中大校址，附属初中与附属高中合并，统称为“国立中山大学附属中学”。
- 1936年3月5日，国民政府西南政务委员会第二一三次会议决议将中大附中，拨归广东省教育厅管理，改名为“广东省省立中山中学”，并且由陈济棠出任中山中学校长。同年9月，省立中山中学又拨回中山大学管理，恢复“国立中山大学附属中学”校名。
- 1938年，中国抗日战争爆发，国立中山大学迁往云南，附属中学停办，直到1941年复办附属中学。
- 1941年，附属中学复办，隶属国立中山大学师范学院，定名为“国立中山大学师范学院附属中学”，校址在韶关乳源。
- 1945年，抗战胜利，国立中山大学各院系迁回广州石牌原址，除师范学院与附属中学、附属小学迁回文明路中山大学旧址内。
- 1949年10月，中華人民共和國建政。中央教育部、中國共產黨軍管會正式敕令國立大學一律去掉「國立」，翌年，按當局的意思取消「國立」二字，改稱為“中山大學附屬中學”。
- 1952年，由于中国高校院系调整，中山大学附中、岭南大学附中、广东文理学院附中和华南联合大学附中四所高校附属中学合并，组成“华南师范学院附属中学”，校址在原文明路中山大学附中内（中学部）以及永汉路（现为北京路）仰忠街原华南联合大学附中内（小学部）。
- 1956年，华南师范学院附中开设分校，校址位于石牌（即今华南师范大学附属中学），定名为“华南师范学院附属中学（石牌分校）”，校本部则改名为“华南师范学院附属中学（广州校区）”。
- 1958年，位于文明路“华南师范学院附属中学（广州校区）”整体搬到石牌分校内，石牌分校撤销，原文明路校本部改为华附广州分校，全称名为“华南师范学院附属中学（广州分校）”，而石牌校本部则名为“华南师范学院附属中学（石牌校区）”。
- 1960年，华南师院附中广州分校，更名为“中南（广东）科技学院附属中学”，隶属中南（广东）科技学院。同年“华南师范学院附属小学”易名为“广东实验学校”，校址在仰忠街。
- 1962年9月，“中南（广东）科技学院”和“广东水利电力学院”合并，组成“广东工学院”（现为广东工业大学），其附属中学撤销，恢复“华南师范学院附属中学（广州分校）”校名。
- 1962年，“华南师范学院附属中学（广州分校）”与“广东实验学校”合并，华附广州分校校名撤销，成为独立学校，改用“广东实验学校”为校名。
- 1968年，文化大革命开始，全广州市中学名称编制统一，“广东实验学校”则改名为“广州市第六十中学”。
- 1978年，文化大革命结束，第六十中学恢复原“广东实验学校”校名。
- 1987年，“广东实验学校”小学部与中学部分离，更名为“广东实验中学”。
- 2004年8月，广东实验中学高中芳村坑口新校区落成，翌年（2005年）高中部迁入，原校址为初中部校区。
- 2014年11月23日，广东实验中学立教142周年立校90周年校庆。

## 分校以及教育集团
截至2020年，广东实验中学已形成“一花十叶”的一校十区办学格局，省实与各分校组成省实教育集团，集团内学校分布在广东省的广州、珠海等地。集团内学校办学形式各有不同，但将资源共享、学生管理、师资调配和教研共训等方面进行统一管理，并在部分学校实行区域集团化办学。各校的学校章程、规章制度、校园文化等方面均和广东实验中学实行统一标准。

## 校園歷史建築

### 中山四路校址
- 西堂、南軒、北軒、中齋：原學校教學樓及宿舍，為四合院形式，原為明清廣東貢院範圍，明遠樓就位處原大院正中。建築群自1920年代廣東大學建校後，陸續興建，同舊貢院一起，沿用到之後中學校舍。抗戰時期，貢院被炮彈炸平。中共建政1950年代後，陶鑄打算將此處大院辦成華南的文化中心，多個省級文化部門進駐大院，由此與中學校舍範圍分拆。1980年代後清拆，廣東博物館與省立中山圖書館。[4]
- 北齋：1946年增建，作為教授住房。2005年左右省立中山圖書館新建樓宇而被拆[5]。
- 平山堂：1922年始建，冯平山先后给原廣東大學捐建的兩座校舍之一。與中學共用，後歸中學用作學生宿舍。在1990年被鉴定为危房大部分被清拆，仅保留嵌有“平山堂”的灰檐牆。[6]
- 景堂院：1931年始建，冯平山第二個為原廣東大學捐建的校舍，為纪念其父冯景堂而名。與中學共用。中共建政1950年代後，除中學使用外，曾易手多個單位。直至1985年11月，廣東省政府採納了馮子馮秉芬爵士的意向，交由實驗中學做教學樓用。1996年中學計劃重建做體育館，重建的景堂體育館於2002年落成啟用，館內存有紀念像與銘文。

## 历任领导
国立广东大学附属中学
- 董世光（1925.8-1926.2）
- 麦应昌（1926.2-1926.5）
- 金绍祖（1926.5-1926.11）

广东省省立中山中学
- 熊锐（1926.11-1927.2）
- 刘蓉森（1927.2-1927.8）

国立中山大学附属中学
- 黄希声（1927.8-1927.11）
- 李应南（1927.11-1929.7）
- 唐锡勋（1929.7-1935）
- 庄泽宣（附小主任，1929.6-1938）

广东省省立中山中学
- 陈济棠（1935秋-1936）

国立中山大学附属中学、国立中山大学师范学院附属中学、中山大学附属中学
- 居励今（1936.11-1938）
- 温盛湘（党支部书记1937.9）
- 王炎光（党支部书记1937 .11）
- 卢振英（1938初）
- 张瑞矩（1938.1-1938.10）
- 陈柏如（党支部书记1938.8）
- 张文昌（1941.7-1942.6）
- 黄锦均（代校主任，1942.3-1942.6）
- 谭祖荫（1942.7-1943.8）
- 段铮（1943.8-1944）
- 司徒汉贤（1944-1946）
- 萧锡三（1946.2-1947）
- 张嘉谋（1947-1949.3）
- 陈一百（1949.3-1949.7）
- 陈孝禅（1949.7-1949.10）
- 黄杏文（1949.11-1952.8）

华南师范学院附属中学、华南师范学院附属中学广州校区、华南师范学院附属中学广州分校
- 黄杏文（1952.9-1954.7）
- 王延青（华南师范学院副院长兼任，1953.3-1955.7）
- 黄杏文（校主任，1954.8-1956.7）
- 岑学干（1956-1958.8）
- 王屏山（兼支部书记1958.9-1960）

广东（中南）科技学院附属中学
- 陈焕若（兼支部书记1960-1961）

广东实验学校
- 梁嘉（名誉校长1960-1962）
- 雷英（1960-1962小学部）
- 刘莲（1960.11-1962.5）
- 张洁芬（副校长，1960.7）
- 李庆余（副校长，1960. 7-1962.5）

华南师范学院附属中学广州分校
- 杨兆源（代校长1960.7-1962.5）

广东实验学校
- 刘莲（兼支部书记1962-1968）
- 杨兆源（副校长，1962-1968）
- 雷英（1962-1968小学部）
- 刘筱（1964-1968小学部）

广州市第六十中学
- 黄贵和、伊政治（政委）
- 陈进修、林忠诚（政委）
- 王鹏、方炳辉（革委会主任）
- 蔡丽英（1978.3-1978.11）
- 余敬奎（党支部书记1978.3-11）

广东实验学校
- 蔡丽英（1978.11-1979.7）
- 刘莲（兼支部书记1979.7-1984.6）
- 余敬奎（党支部副书记，1978-1984）
- 钟敏恒（副校长，1982-1984）
- 郑启植（1984.6-1988.5）
- 蔡丽英（党支部书记,1984.6-1988.5）

广东实验中学
| 校长                    | 书记（党支部、党总支、党委）                                                                 |
| ----------------------- | -------------------------------------------------------------------------------------------- |
| 冯思义（1988.5-1998.8） | 蔡丽英（党支部书记，1988.5-1992） 杨海新（党支部书记，1992-1996）（党总支书记，1996-1998.8） |
| 禤锦科（1998-2003）     | 左春华（党总支书记，1998.8-2003.7）                                                          |
| 郑炽钦（2003-2015）     |                                                                                              |
| 全汉炎（2015-2023）     |                                                                                              |
| 蔡骘（2023至今）        | 全汉炎（党委书记，2023.10-） 蔡骘（党委副书记，2023.10-）                                    |

## 学生组织

### 广东实验中学团委
广东实验中学团委由高中部团委会、初中部团委会、天河分校团总支部、顺德分校团支部、南海分校团支部组成。
广东实验中学高中部团委下设秘书处、组织部、宣传部、文体部、志愿者工作部（领导志愿者协会）、社团联合会（由原社团部改组而成）6个工作部门，以及广播站、IT社、省实电视台3个直属社团。

#### 广东实验中学团委社团联合会（原团委社团部）
广东实验中学团委社团联合会（SS-Student Associations United，简称“省实社联”），2009年由原团委社团部改组而成，是直属于校团委的学生干部机构，负责全校社团的管理、协调工作。
2010年，社团联合会下辖43个学生社团，包括心理协会、志愿者协会、书誓演讲社、慕岚诗社、模拟联合国社、青少年环境科学院(TAES)、漫卷风云动漫社、省实之声雜誌社（Voice of GEMS，简称VOG）、MPR机器人社、幽玄棋社、集邮社、蚀语文学社、格忆飞缚五子棋艺社 、Fly Haterz（乐队）、Beatbox社、D-Force街舞社、生物科技实践社、IT社、历史社、健康医疗社、青桐文学社、广播站、化学社、M3魔方社、枫林辩论社、MESE 精武门、电视台、最省实（报社）、省实路1号动物园（乐队，英语：The Zoo）、天文社、动物保护协会、书法社、推理社、模型社、DIY社、电子竞技社、汉服社 、人文社、K歌社、科技创新社、足球社、音乐创作社、红学社。

#### 荣誉
2011年广东省教育厅团委授予广东实验中学团委“团委工作优秀奖”。
2011年广东省教育厅团委授予广东实验中学教工团“五四红旗团支部”称号。

## 口号
学校官方校训是“愛國，團結，求實，創新”。
另外广东实验中学还有一个口号，“今天我以省实为荣，明天省实以我为荣！”，该口号可見於高中校本部主席台或初中校本部正门警务室侧面。